# Raseborgs kyrkliga samfällighet
Raseborgs kyrkliga samfällighet är en kyrklig samfällighet i Raseborg i det finländska landskapet Nyland. Samfälligheten tillhör Borgå stift inom Evangelisk-lutherska kyrkan i Finland.
Raseborgs kyrkliga samfällighet grundades år 1978 och samfälligheten bildades av tre församlingar; Karis-Pojo svenska församling, Ekenäsnejdens svenska församling och Raseborgs finska församling. Samfälligheten har svenskspråkig majoritet.